# 皮耶洛·費魯奇
皮耶洛·費魯奇（Piero Ferrucci，1946年4月23日—），是義大利心理治療師、哲學家，都靈大學哲學博士。曾是心理學家阿沙鳩里的學生及助理。是佛羅倫斯心理綜合研究所（Psychosynthesis Institute of Florence）的成員。

## 家庭生活
是作家阿道斯·赫胥黎的外甥，目前與妻子及兩個兒子定居於義大利佛羅倫斯。

## 中文出版書籍
- 《美，靈魂的禮物》（Beauty and the Soul），2011年，繁體中文版由心靈工坊，ISBN 978-986-611-219-5
- 《仁慈的吸引力》（Survival of the Kindest），2009年，大塊出版，ISBN 978-986-729-179-0
  - 第十四世達賴喇嘛作序[4]。